# Birchenough Bridge
Die Birchenough Bridge ist eine Straßenbrücke über den Fluss Save (sprich: Sa'wie) bei dem kleinen gleichnamigen Ort ungefähr 62 km entfernt von Chipinge im Süden der Provinz Manicaland in Simbabwe. Die in einer Höhe von  493 m ü. M. gelegene Brücke verbindet die Städte Mutare und Masvingo.

## Beschreibung
Die zweispurige Brücke besteht aus einem großen Stahlfachwerkbogen, genauer aus zwei bogenförmigen zweigelenkigen Fachwerkträgern, die durch diagonale Querträger miteinander verbunden und versteift sind. Die Fachwerkträger sind an der Basis 14 m hoch und verjüngen sich auf 11,4 m im Scheitel. Der Bogen hat eine Konstruktionshöhe von 66 m und eine Spannweite von 329 m (1080 ft). Die Brückentafel ist mit Drahtseilen von ihm abgehängt. Das Brückenbauwerk ist insgesamt 378 m lang. Die Fahrbahn war ursprünglich 7,2 m breit, wurde aber 1984 auf 10 m verbreitert. Sie hat in der Trockenzeit eine lichte Höhe von 15,2 m über dem Fluss. Sie hatte bei ihrer Fertigstellung die drittlängste Spannweite aller Bogenbrücken.

## Geschichte
Die Brücke war eine von vier Brücken, die vom Beit Trust des 1906 verstorbenen deutsch-britisch-südafrikanischen Gold- und Diamantenmagnaten Alfred Beit in Auftrag gegeben worden waren, um Straßenverbindungen im damaligen Rhodesien und allgemein im südlichen Afrika herzustellen. Der Beit Trust wurde zu dieser Zeit von Sir John Henry Birchenough (1853–1937) geführt, nach dem sie benannt wurde.
Mit der Planung der Brücke und der entsprechenden Straßenverbindung wurden die beratenden Ingenieure Sir Douglas & Francis Fox, London, beauftragt, die zu dieser Zeit bei fast allen Eisenbahnen im Süden Afrikas als planende und bauleitende Ingenieure tätig waren. In dem Ingenieurbüro war Ralph Freeman für die Brücke verantwortlich, der bereits an der Planung der Sydney Harbour Bridge mitgewirkt hatte. Die Birchenough Bridge war wahrscheinlich die erste Brücke, von der vorher Modelle im Windkanal getestet wurden. Sie wurde von Dorman Long im Freivorbau von den Ufern aus gebaut. Dabei wurden zur Abspannung der auskragenden Bogenteile Seile verwendet, die schon beim Bau der Sydney Harbour Bridge verwendet worden waren. Nach der Fertigstellung des Bogens wurden diese Seile als Hänger für die Brückentafel verwendet. Die Brücke wurde 1935 fertiggestellt.
1984 wurde sie im Rahmen eines Projektes der Weltbank auf zehn Meter verbreitert und verstärkt.
Die Brücke gilt weltweit als ein Beispiel herausragender Architektur. Sie scheint das Vorbild für die 1962 eröffnete Ayub Bridge in Pakistan gewesen zu sein, die von Robinson & Steinman entworfen und ebenfalls von Dorman Long gebaut wurde.